# 사설 교환
사설 교환(private exchange)은 기업이 인터넷을 이용하여 기업과 지정된 공급업체, 유통업체, 여타 비즈니스 협력사가 서로 제품 설계 및 개발, 마케팅, 생산일정, 재고관리, 그림 및 이메일을 포함한 비구조적인 커뮤니케이션을 공동으로 수행할 수 있게 하는 것을 말한다. 이는 사설 산업 네트워크(private industrial networks)라고 불리기도 한다.